# Micrantha
Micrantha es un género monotípico de fanerógamas perteneciente a la familia Brassicaceae.  Su única especie: Micrantha multicaulis es originaria de Irán.

## Taxonomía
Micrantha multicaulis fue descrita por  (Boiss.) F.Dvořák	 y publicado en Fl. Iranica (Rechinger) 57: 274. 1968
Sinonimia
- Hesperis multicaulis Boiss.[3]